# Os triquetrum
Het os triquetrum of driehoeksbeen is een van de acht handwortelbeentjes. Het is gelegen in de proximale rij van handwortelbeentjes, tussen het os lunatum en het os pisiforme. Vanwege zijn driehoekige vorm heeft het botje velerlei (Latijnse) benamingen gekend; ook os pyramidale en os triangulare komen nog geregeld voor.
Het botje vormt gewrichtsverbindingen met drie andere botjes, namelijk met het os lunatum aan laterale zijde, het os pisiforme aan mediale zijde en het os hamatum aan distale zijde. Het wordt van de ellepijp gescheiden door een driehoekige gewrichtsschijf.
Het os triquetrum is het op twee na meest gebroken handwortelbeentje. Om het goed te kunnen onderzoeken moet de hand in het polsgewricht in het coronale vlak naar lateraal worden bewogen, omdat het os triquetrum zo van onder de processus styloideus ulnae, het uiteinde aan de distale ellepijp vandaan komt. Dan is het nog steeds moeilijk te voelen, omdat het os pisiforme er vaak overheen gelegen is.

Driehoeksbeen in de linkerhand